# Tutterskulle
Tutterskulle är ett naturreservat i Laxå kommun i Örebro län.
Området är naturskyddat sedan 2009 och är 112 hektar stort. Reservatet omfattar höjden Tutterskulle sjön Spåndals Bergsjö. I reservatet växer gammal tallskog och lövträd. 